# Makamssa Yago
 (juin 2023).
Makamssa Yago (née le 2 janvier 1983 à Bobo-Dioulasso) est une artiste peintre, chanteuse et animatrice en accueil de mineurs burkinabè. Elle est aussi connue sous le nom d'artiste Makamssa. Elle est aussi une activiste des droits de la femme et de l’enfant.

## Biographie

### Etudes et enfance
Makamssa Yago fait ses études primaires à Bobo-Dioulasso. Dès l’enfance, elle commence la peinture de paysage,. Autodidacte, elle se forme à l'atelier de Lacina Comseibo. Elle rejoint le Centre national des arts pour apprendre la peinture et le batik puis la musique et l’animation radio.
Originaire de la ville de Léo, dans la province de la Sissili, elle est la fille du célèbre contre-bassiste Abdoulaye Yago.
Ses œuvres artistiques s'inspirent des conditions de vie des femmes et des séquelles de l'excision et du viol,.

### Carrière musicale
Elle adopte la musique dès son enfance par son père, Abdoulaye Yago, qui fut l'un des premiers contrebassistes du Burkina Faso. Sa carrière musicale prend un coup d’accélérateur avec la sortie, en 2015, de son premier album Ma vie en couleur. Suivront un maxi Vaincre le cancer et trois singles dont La bague au doigt. 

### Carrière de peintre
Makamssa est une artiste pluridisciplinaire, en plus de la musique et de l’animation radio, elle est peintre. Si la musique, pour elle, peut être un « héritage », la peinture est une passion

## Discographie

### Albums
- 2015 : Ma vie en couleur[9]

### Single
- 2017 : Vaincre le cancer[10]
- 2018 : La bague du doigt
- 2018 : Voix unies contre le cancer
- 2019 : Burkinabè

## Expositions

### Individuelles
- Koulekan, 2021[11],[12]

### Collectives
- Avec Ruam et Agnès Tebda, Être femme/Moussoya, Kunstraum226 (Institut Goethe), 2018[13]
- Pinceaux de l’intégration Burkina-Mali, 2020[14]
- Wekré/Eclosion, Parc urbain Bangr Weogo, 2020[15],[16]